# I. Lipót magyar király
I. Lipót (németül: Leopold, latinul: Leopoldus; Bécs, Ausztria, Habsburg Birodalom, 1640. június 9. – Bécs, Ausztria, Habsburg Birodalom, 1705. május 5.), Habsburg-házból származó osztrák uralkodó főherceg és német-római császár 1658-tól, valamint német, magyar és cseh király 1657-től 1705-ben bekövetkezett haláláig. III. Ferdinánd császár második felnőttkort megért fia, aki fivére, IV. Ferdinánd korai halálát követően vált a Német-római Birodalom örökösévé. Császári címét közel negyvenhét éven át (negyvenhat év és kilenc hónap) viselte, ezzel uralkodóháza leghosszabb ideig regnáló monarchája volt.
Uralkodását két jelentős külpolitikai kihívás határozta meg: keleten az Oszmán Birodalommal, nyugaton pedig a Francia Királysággal vívott hosszan elnyúló konfliktussorozatok. A Szent Liga háborúja (1683–1699) során, amely a törökök bécsi ostromával vette kezdetét, Savoyai Jenő hadvezéri tehetségének köszönhetően Lipót döntő győzelmet aratott, és az 1699-es karlócai békével visszaszerezte a Magyar Királyság területének jelentős részét. Franciaországgal három fegyveres konfliktusba bonyolódott: a francia–holland háborúba, a kilencéves háborúba és a spanyol örökösödési háborúba, amelyet fiának, Károlynak a spanyol trónra juttatása érdekében indított, figyelmen kívül hagyva rokona, II. Károly végrendeletét.
Lipót hosszú regnálása alatt a Habsburg Monarchia jelentősen átalakult és a kontinens egyik vezető hatalmává vált. Uralkodása idején jött létre a birodalom első állandó hadserege, Bécs pedig ekkor emelkedett barokk kultúrális központtá. Apjához hasonlóan Lipót is a művészetek jelentős mecénása volt, emellett ő maga is számos zenét komponált. Azonban a magyar történetírásban személye ellentmondásos megítélés alá esik: míg a török uralom alóli felszabadításáért elismeréssel tekintenek rá, a magyar rendi jogok szisztematikus korlátozását, az abszolutizmus kiépítését, valamint a protestánsok üldözését felróják neki.

## Ifjúkora (1640–58)

### Származása és neveltetése

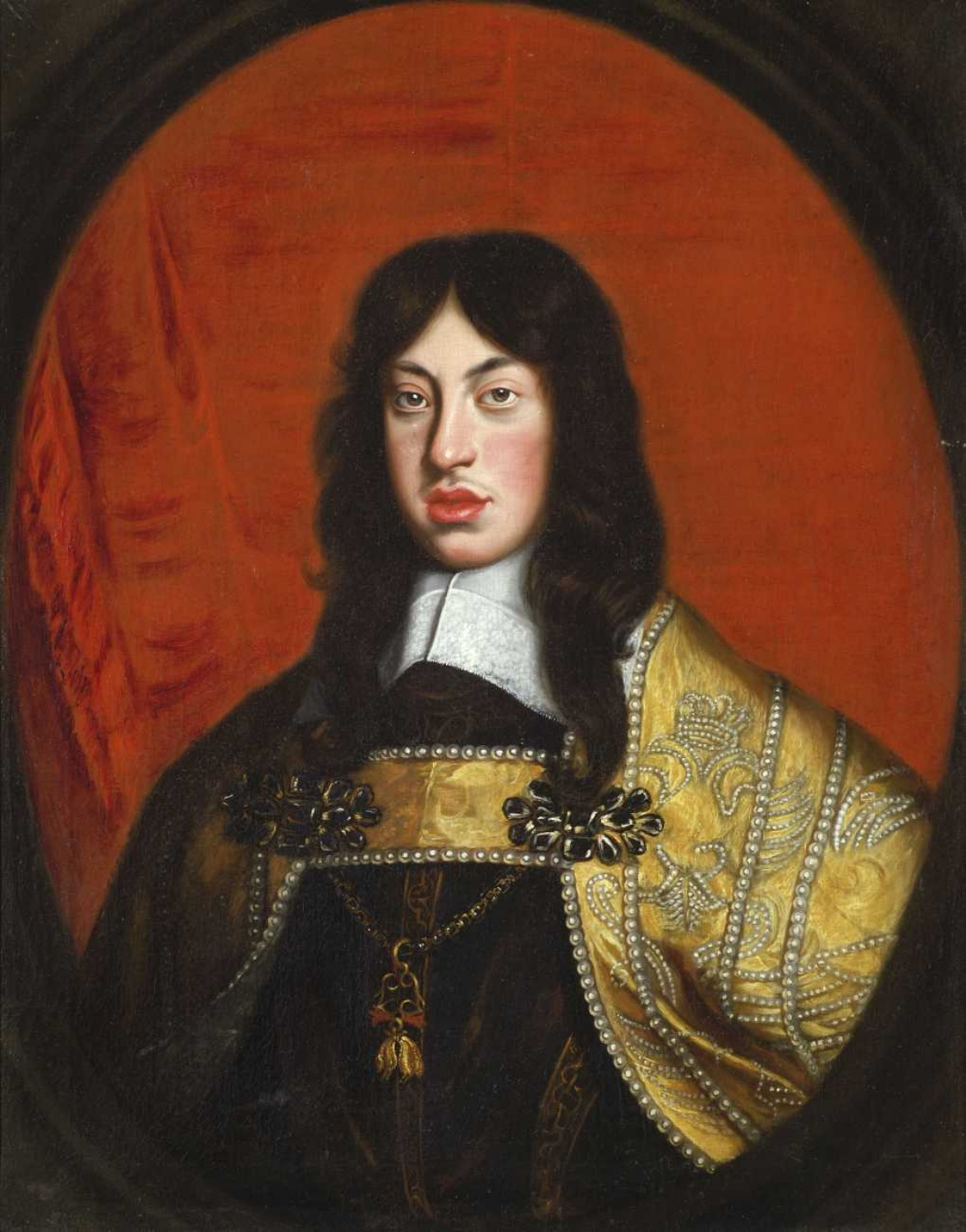
Az ifjú Lipót főherceg (ismeretlen festő)

Lipót 1640. június 9-én született az Osztrák Főhercegségben, Bécsben. Ő volt szülei, III. Ferdinánd német-római császár és első felesége, Mária Anna császárné – akik egyben unokatestvérek is voltak – ötödik gyermeke. Szülei negyedik fiaként látta meg a napvilágot, ám születésekor csak legidősebb fivére és nővére élt, két másik bátyja még születése előtt elhunyt.
Uralkodóháza, a Habsburg-ház hagyományainak megfelelően a humanizmus szellemében nevelték: tanulmányai a bölcseleti tudományokra, történelemre, irodalomra, természettudományokra és csillagászatra is kiterjedtek. Kezdetben egyházi pályára szánták és a jezsuiták irányítása alatt átfogó egyházi nevelésben részesült. Neveltetése egész életét meghatározta: mindvégig megőrizte mély vallásosságát és kötődését a katolikus szellemiséghez. Kivételes érdeklődést mutatott teológiai, metafizikai, jogi és természettudományos kérdésekben, ugyanakkor megmaradt érdeklődése az asztrológia, alkímia, és még a korabeli babonák iránt is.
Ifjúkorától fogva erőteljes tudásvágy és intellektuális érdeklődés jellemezte. Alapos neveltetése révén folyékonyan beszélt latinul, olaszul, németül, spanyolul és franciául. Noha anyanyelve a német volt, Lipót lenézte azt, és inkább olaszul beszélt és írt – ez volt az udvari élet és a hivatalos levelezése elsődleges nyelve is. 1656-ban olasz irodalmi akadémiát alapított Bécsben, amely tovább erősítette az udvar itáliai kulturális orientációját. Zeneszeretete és művészetpártolása apjára, III. Ferdinándra emlékeztetett, aki maga is kiváló zenész volt.

### Uralkodóvá válása
A trón várományosává akkor vált, amikor bátyja, IV. Ferdinánd 1654-ben váratlanul elhunyt. Ennek következtében addigi pályafutása is új irányt vett. 1655. június 27-én magyar királlyá koronázták, ezt követte 1656. szeptember 14-én a cseh, majd 1657-ben a horvát királyi cím. Apja – III. Ferdinánd – ugyan megkísérelte még életében római királlyá választatni fiát, ez azonban sikertelen maradt. A császár 1657. április 2-án hunyt el Bécsben.
Lipótot 1658. augusztus 1-jén választották német-római császárrá Frankfurtban, többek között Frigyes Vilmos brandenburgi választófejedelem hathatós támogatásával, annak ellenére, hogy XIV. Lajos francia király és kancellárja, Mazarin bíboros más, nem Habsburg-jelölteket (így például a bajor Ferdinánd Máriát) szorgalmazták. A francia befolyás mérséklése érdekében Lipót ígéretet tett arra, hogy nem nyújt segítséget Spanyolországnak a Franciaország elleni háborújában. Ezen kompromisszum jegyében kezdődött meg az uralkodása, amely végül közel negyvenhét évig tartott, és amely során állandó rivalizálás fűzte a francia királyhoz. Bár a „Napkirály” személyisége és hatalma messze túlszárnyalta Lipótét – és sokáig beárnyékolta annak megítélését –, a Habsburg uralkodó sem volt kevésbé elkötelezett hadvezér: uralkodása döntő részben háborúk előkészítésére és vezetésére irányult.

### Személyisége

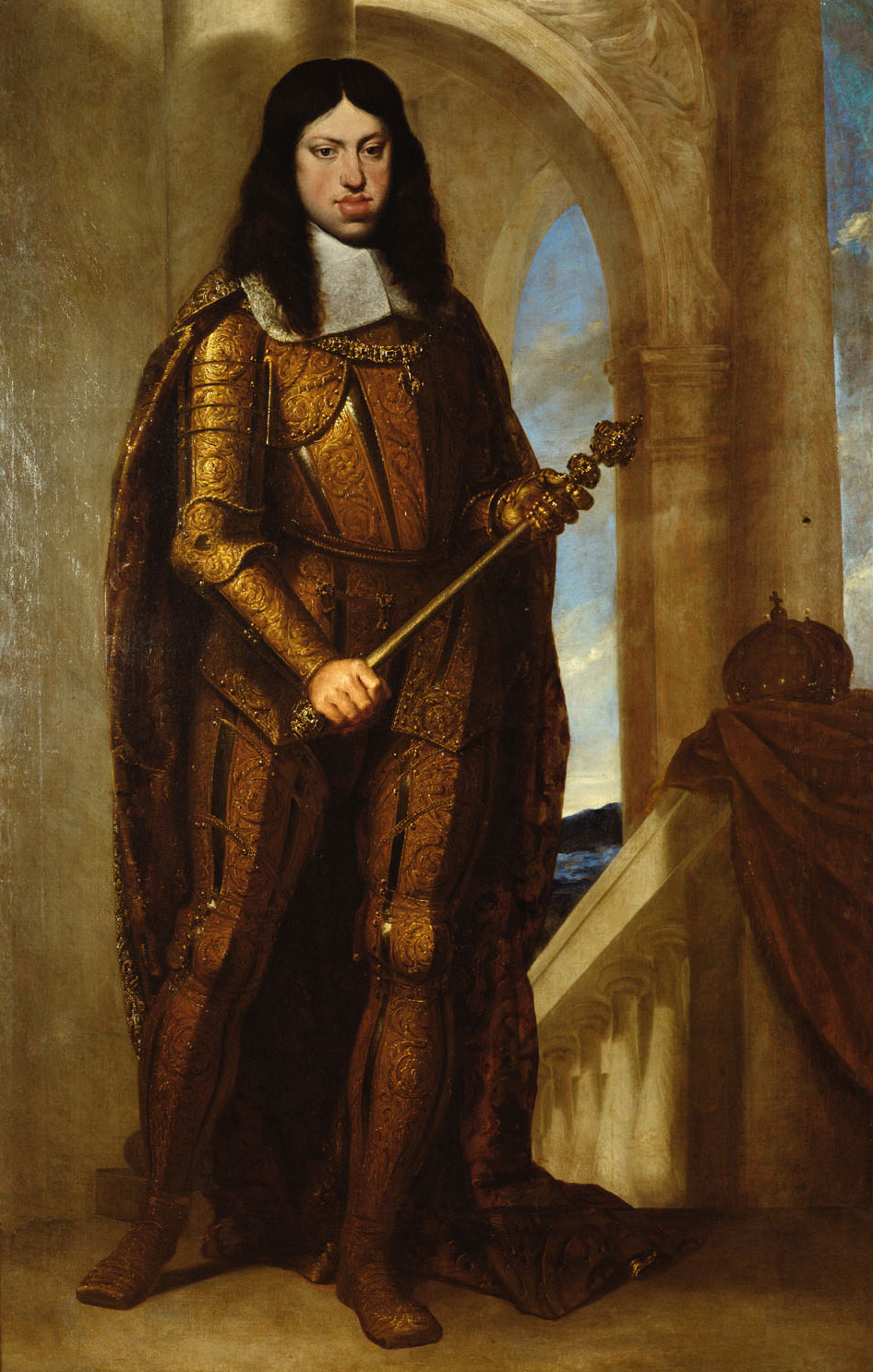
I. Lipót császár koronázási páncélban (1658 körül, Pietro Liberi vagy Guido Cagnacci műve, Bécsi Szépművészeti Múzeum)

Lipót visszahúzódó, szemlélődő természetű uralkodó volt, akit már ifjúkorától mély vallásosság, tudományos érdeklődés és a művészetek iránti vonzalom jellemzett. Ezen vonásai nem csupán jezsuita neveltetésének eredményei voltak, hanem személyiségének belső, ösztönös vonásait is tükrözték. Fizikai megjelenésében is a Habsburgok jellegzetességeit hordozta: alacsony termetű, vékony testalkatú volt, jellegzetesen előreálló állkapoccsal. Bár személyiségét sokan ridegnek, tartózkodónak írták le, családja körében szeretetteljes és kötődő emberként viselkedett. A spanyol udvari etikett szigorú betartása, valamint az olasz nyelv és kultúra előnyben részesítése is azt mutatja, hogy Lipót számára az udvari reprezentáció és a hagyományok fenntartása kiemelt jelentőséggel bírt. Bár gyakran zárkózottnak tűnt, bensőséges körben nyitottabb, közvetlenebb oldalát is megmutatta. A más felekezetekkel szembeni elutasítás ugyanakkor a „Pietas Austriaca” jegyében fogant mély, ugyanakkor merev katolikus meggyőződésének következménye volt.
Habár uralkodása során szinte állandó hadakozás jellemezte birodalma külpolitikáját, Lipót maga soha nem vezette személyesen seregeit. A hadvezetést elméletben képzett német és olasz tábornokaira bízta, míg az államigazgatás ügyeiben gyakran miniszterei és tanácsadói befolyása érvényesült – különösen mivel személyes zárkózottsága és döntéskerülése teret engedett az udvari intrikáknak és a frakciók közötti vetélkedésnek. Halálos ágyán, amikor már nem álltak körülötte tanácsadói, fiának és örökösének, Józsefnek a magyarokkal való megbékélést sürgette, ami arról tanúskodik, hogy élete végén is foglalkoztatta a birodalom belső egységének kérdése – még ha uralkodása alatt ritkán hozott is e téren határozott, önálló döntéseket.

## Családi élete

### Házasságai és gyermekei

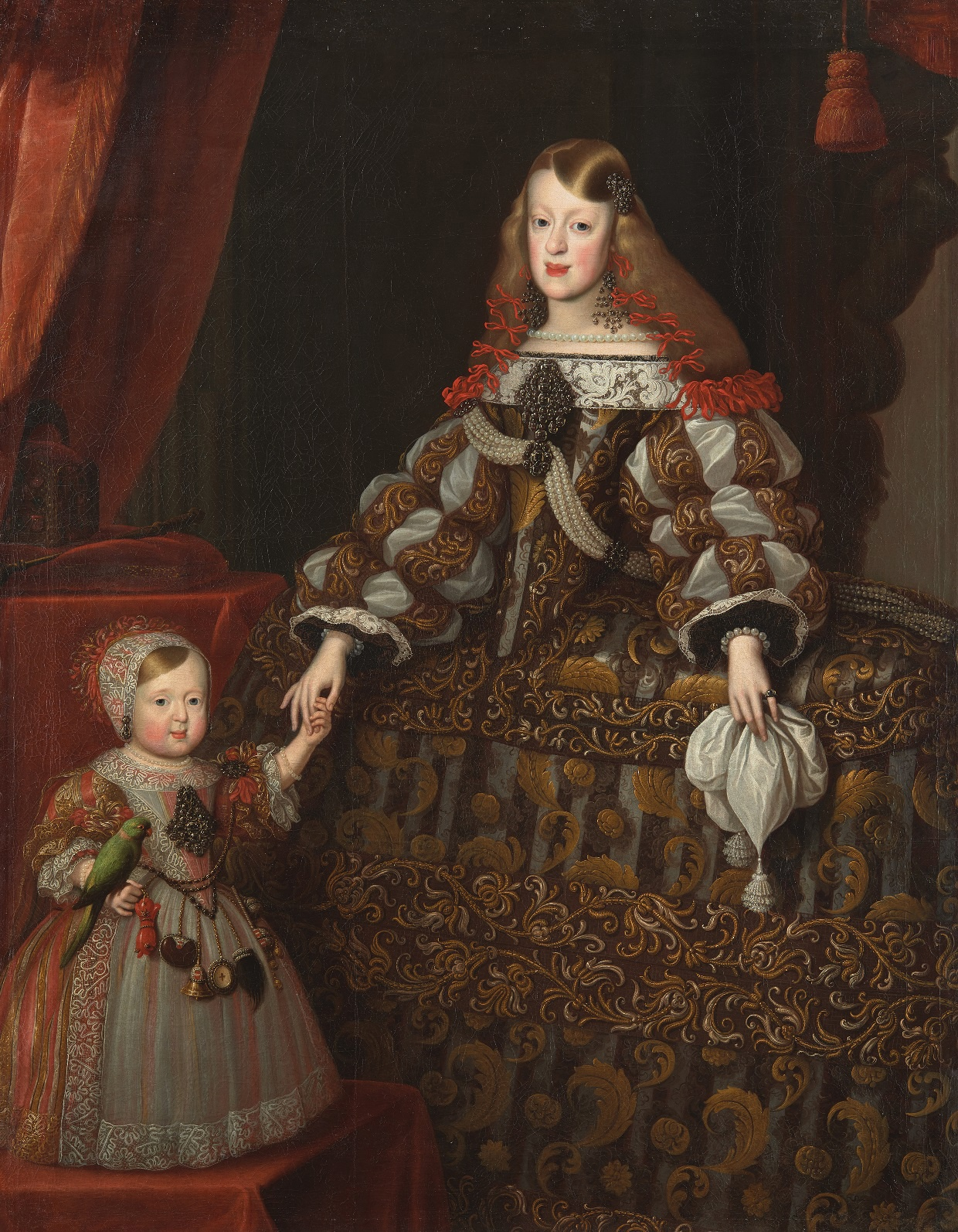
Első felesége, egyben közeli rokona, Margit Terézia és egyetlen felnőttkort megért közös gyermekük, Mária Antónia (Jan Thomas van Ieperen, 1670 körül, Bécsi Szépművészeti Múzeum)

Lipót császár háromszor kötött házasságot, és ezek közül kettőből születtek olyan gyermekei, akik a felnőttkort is megérték. Első felesége Margit Terézia volt, a Habsburg-ház spanyol ágából való infánsnő, aki egyben Lipót első unokatestvére és unokahúga is volt. Margit Terézia IV. Fülöp spanyol király (1640-ig portugál király is), valamint Ausztriai Mária Anna, vagyis Lipót apai nagynénjének leányaként született. A házasságkötésre 1666. december 12-én került sor Bécsben. Az infánsnőt örökítette meg Diego Velázquez híres festményén, a Las Meninas – magyarul Az udvarhölgyek – című portrén. Lipóttal kötött házasságukból négy gyermek született, közülük azonban csak Mária Antónia érte meg a felnőttkort, aki később II. Miksa Emánuel bajor választófejedelem felesége lett. A császárné 1673. március 12-én hunyt el golyva következtében, mindössze huszonkét évesen.
Második házastársa Klaudia Felicitász főhercegnő volt, aki a Habsburg-ház tiroli ágából származott, és szintén rokoni kapcsolatban állt férjével. Édesapja Ferdinánd Károly osztrák főherceg, Lipót apai nagybátyja volt, édesanyja pedig Medici Anna toszkánai hercegnő. Esküvőjükre 1673. október 15-én került sor Grazban. A rövid életű házasságukból két kisleány született, ám egyikük sem élte túl a csecsemőkort, és maga Klaudia Felicitász is fiatalon, 1676. április 8-án elhunyt gümőkór következtében, ugyanúgy huszonkét évesen, mint elődje.

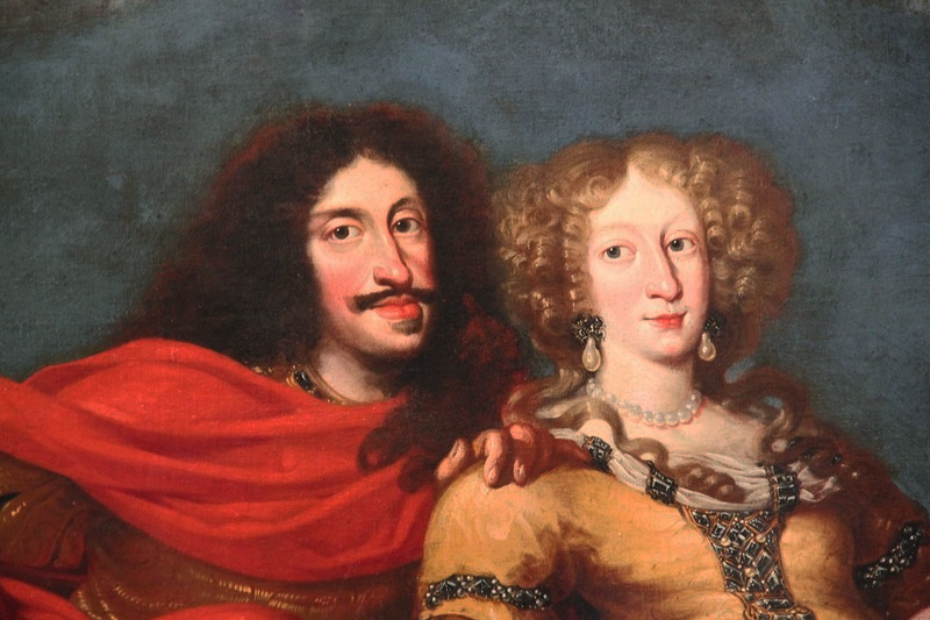
Lipót császár és harmadik felesége, Eleonóra Magdolna (részlet az alteglofsheimi vár császári csarnokának mennyezetfreskójáról)

Harmadik felesége, Eleonóra Magdolna a Wittelsbach-ház neuburgi ágából származott. Apja Fülöp Vilmos pfalzi választófejedelem volt. A házasságot 1676. december 14-én kötötték meg Passauban. Eleonóra nagy műveltséggel és jelentős politikai érzékkel rendelkezett, így Lipót egyik legfontosabb támaszává vált mind az udvari, mind az államügyekben, és számottevő befolyást gyakorolt a császári politika alakulására. Tíz gyermekük született, közülük öt érte meg a felnőttkort. Köztök volt József, aki apját követte a német-római császári, valamint a magyar és cseh királyi trónon, továbbá Károly, aki testvére után szintén császár és király lett. Leányaik közül Mária Erzsébet az Osztrák Németalföld helytartójaként vált ismertté, Mária Anna pedig a portugál V. János király feleségeként töltött be jelentős szerepet. Második legfiatalabb leányuk, Mária Magdolna főhercegnő ugyan soha nem ment férjhez, ám hosszú életét a császári udvarban töltötte, ahol közeli kapcsolatban állt unokahúgával, Mária Terézia uralkodónővel.

## Valláspolitikája
Lipót abszolutizmusa kezdettől vallási színezetű volt. A bécsi udvarban meghatározó állásponttá vált, hogy a monarchia egységét csak annak vallási egysége képes biztosítani. Hasonló nézetek vezették XIV. Lajost is a fontainebleau-i ediktum kiadására. Lipót az egyház és az állam közötti kapcsolatot már önmagában azzal is kifejezésre juttatta, hogy a korábbi patrónus, Szent Kálmán helyett 1663-ban Szent Lipótot tette Ausztria fővédőszentjévé. Az örökös tartományokban templomok sorát szentelték Szent Lipótnak. A Magyar Királyság területén azonban csaknem egy évszázados késéssel, 1755-ben jelent meg Szent Lipót tisztelete.
Lipót magyarországi uralkodását ugyancsak meghatározta katolicizmusa: 1658-ban Mária oltalma alá helyezte magát, családját és országát, majd 1687-ben a máriavölgyi kegyhelyen ajánlotta fel Magyarországot a Magyarok Nagyasszonyának, amit 1693-ban, a török alóli fölszabadulásért hálából a bécsi Szent István-székesegyházban ünnepélyesen megújított.
Ugyan Lipót valláspolitikai intézkedéseinek végrehajtása nagyban függött a helyi elitektől és – ahol meghatározó volt a rendiség – rendektől, a teljes monarchia területén előtérbe került azon politika, mely a protestánsok katolizálására irányult. Ennek megítélése viták tárgyát képezi, tény viszont, hogy Sziléziában a protestáns istentiszteleti helyek száma jelentősen csökkent. Lipót uralkodásának végén a protestánsok helyzete könnyebbé vált, de III. Károly uralkodása alatt újabb ellenreformációs intézkedések következtek. A mindenkori Habsburg politikától függetlenül kimutatható egy spontán rekatolizáció is: a dunántúli protestáns főnemesség áttérése például már Lipót uralkodása előtt, az 1640-es évekre befejezetté vált.
Lipót 1670–1671-ben kiutasította a zsidókat Bécs városából, azonban a zsidó közösség továbbra is jelen volt a fővárosban. A zsidók fenti kitiltása a monarchia felekezeti összetételén nem változtatott, ekkor telepedtek le ausztriai zsidók Alsókismartonhegyen, az Esterházy család birtokán.
A bécsi udvar a török elleni visszafoglaló háború során újabb problémákkal szembesült, amikor Erdély és a hódoltsági területek visszaszerzése következtében nagyszámú protestáns és görögkeleti lakosság került Habsburg uralom alá. Az erdélyi szász universitas ekkor is, a későbbiekben is udvarhűnek mutatkozott, ugyanakkor következetesen ragaszkodott evangélikus vallásához. Az ortodox hitű románokkal és szerbekkel szemben az udvar más-más politikát követett. A román görögkatolikus egyház 1697-ben jött létre, amikor az erdélyi Ortodox Mitropolia csatlakozott a katolikus egyházhoz, elismerve a pápa fennhatóságát. A szerbek esetében Lipót 1690. április 6-i pátensében ígérte meg nekik ortodox vallásuk tiszteletben tartását és adózási kiváltságokat.

## Hadügyi reformok
A harmincéves háború után Franciaország, Svédország és Brandenburg-Poroszország (valamennyien a Habsburg-ház ellenfelei) továbbra is jelentős hadakat tartottak fegyverben. Nyugat-Európában az ideiglenesen felfogadott zsoldoscsapatok helyét évtizedek alatt az állandó hadseregek vették át. Előrelátó ellenfeleivel szemben azonban III. Ferdinánd 1648 után néhány császári ezred kivételével gyakorlatilag szélnek eresztette hadseregét.
Az erős hadsereg hiánya súlyos problémaként jelent meg az 1663-as oszmán támadás során, mikor a nagyvezír 70-80 ezer fős sereggel vonult Magyarország ellen. Ezzel szemben a Habsburg Birodalom kevesebb mint 25–30 ezer fős katonaságot állított szembe, jelentős részük végvári katona vagy nemesi felkelő volt, nyílt terepre kivezényelni nem lehetett ütőképesebb sereget, legfeljebb 7–8 ezer főt. Ezenfelül a rablások és a hadsereg ellátására kivetett adók miatti zavargások, s a vallási forrongások miatt Felső-Magyarország területén hat–tízezer katona tartását szögezte le az Udvar. Az erőviszonyokat mutatja, hogy ezzel egy időben Brandenburg 20 ezer fős állandó sereget tudott felállítani, míg XIV. Lajos néhány évvel később százezer fős hadsereggel támadt Hollandiára.
Lipót a császári hadsereg reformjának levezénylését Montecuccoli grófra bízta, aki 1668-ban az Udvari Haditanács elnöke lett. Montecuccoli nagy hangsúlyt fektetett a hadsereg moráljára és ellátására. A főhadbiztosi hivatalt az Udvari Kamara alá vonta. A gyalogság kétharmadát egységes kaliberű tűzfegyverekkel látta el. Montecuccoli helyesen ismerte fel, hogy lőfegyverek kiszorítják a pikásokat, akárcsak azt, hogy a kora újkori hadseregek gerincét a reguláris gyalogság adja. A Montecuccoli által létrehozott hadszervezet szilárdnak bizonyult, jelentősebb változtatásokkal egészen a napóleoni háborúkig (Habsburg–Lotaringiai Károly herceg hadügyi reformjáig) fennmaradt.
Lipót állandó hadserege jól vizsgázott a francia–holland háborúban: Montecuccoli 1673-ban, majd 1674-ben is megállította német területen a jól fegyverzett francia hadak támadását. Az állandó hadsereg a magyarországi hadszíntereken jóval egyértelműbb fölényt biztosított: a gyalogságra és tüzérségre támaszkodó császári csapatok a következő évtizedekben a fontosabb csatákat sorra megnyerték a kuruc felkelőkkel szemben, akik továbbra is a könnyűlovassága támaszkodtak.
A francia háború tapasztalatainak hatására Lipót kormányzata jelentősen bővítette a császári hadak létszámát, egyúttal növelte az adókat is. A dunai Habsburg Birodalom évi bevétele 1660-ban mindössze 4 millió rajnai forint volt, 1699-re azonban elérte az évi 16 milliót. I. Lipótnak uralkodása kezdetén (a végvári katonaságot leszámítva) néhány ezer-tízezer fős serege volt, a 17. század végére már 100 ezer fős állandó hadserege. Ezzel a Habsburg Birodalom Európa nagyhatalmai közé emelkedett.

## Pénzügyi és gazdasági reformok
Montecuccoli sokat idézett kijelentése szerint a háborúhoz három dolog szükséges: „pénz, pénz és pénz.” Ez a megnövekedett pénzszükséglet állt a hatalom megerősödése mögött, „az abszolutizmus jórészt az adóztatás gyermeke volt”.
Csak részsikereket hozott Lipót azon törekvése, hogy egységes pénzrendszert teremtsen a Habsburg-országokban. A krajcár az ő uralkodása alatt jelent meg ezüstpénzként (1, 2, 3, 6, 15 krajcáros címletekkel), de csak 1754-ben vált fő váltópénzzé, amikor bevezették a konvenciós tallért.

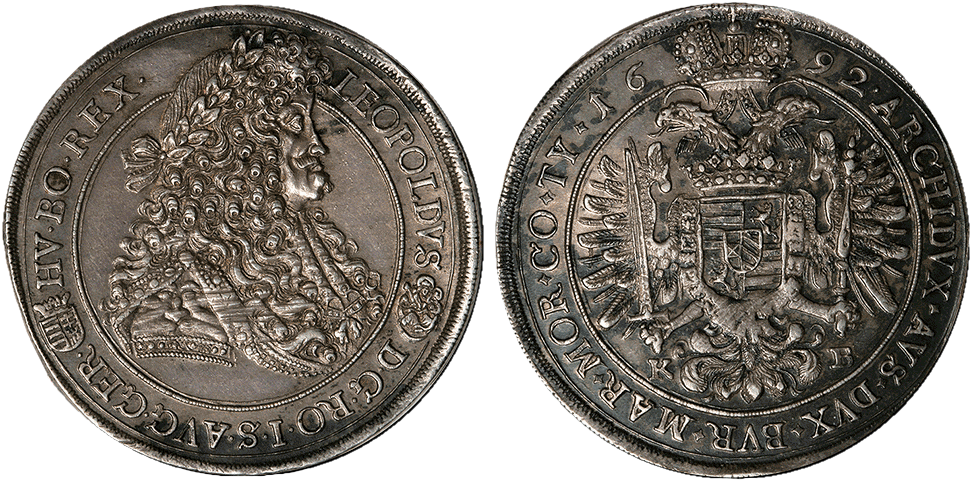
I. Lipót tallérja (1692)

Hogy biztosítsák a császári hadsereg fenntartásához szükséges forrásokat, I. Lipót és tanácsadói az állami bevételek növelését tűzték ki célul. Ezt a célt szolgálták a kereskedelmi monopóliumok és a manufaktúraalapítások is. Lipót maga döntött arról, kinek adja a szarvasmarha-, só-, higany- és rézkivitel monopóliumát. Az új, nyugati típusú merkantilista gazdaságpolitika meghonosításában kulcsszerepe volt az Angliában és Hollandiában megfordult Johann Joachim Bechernek (1635–1682). Becher 1666-ban Bécsben császári tanácsosi minőségben fejtette ki programját, erősen merkantilista tanait, azt javasolva, hogy a gazdasági életet az állam vezesse és regáléjogainál fogva vegye kézbe az ipar és a kereskedelem vezetését; állítson állami műhelyeket, áruraktárakat, bankot, a forgalmat pedig hatóságilag megállapított árszabályokkal szabályozza.
Hogy tovább növelje a monarchia bevételeit, Lipót az adóemelés mellett új adónemek bevezetéséről döntött. Az 1671. március 21-én kelt pátensében a Magyar Királyságra hárította az ott állomásozó katonaság anyagi és természetbeni ellátását (pl. takarmány). A király az évi hadiadót 870 000 forintra növelte, jóllehet az ország korábban a városok adójával együtt 90–120 ezer forint hadiadót fizetett évente. Augusztusban kivetésre került a fogyasztási adó (accisa), melyet a szeszes italok, a hús és a gabona eladása után kellett fizetni. A hiányzó összeget az udvar a nemesség megadóztatásával akarta előteremteni.
Míg az osztrák tartományok és a cseh korona országai be tudták fizetni a megnövelt adókat, a tragikus demográfiai veszteséget elkönyvelő, a törökök által békeidőben is rendszeresen felprédált Magyar Királyságtól ez nagy áldozatot kívánt.

## Kultúra és propaganda

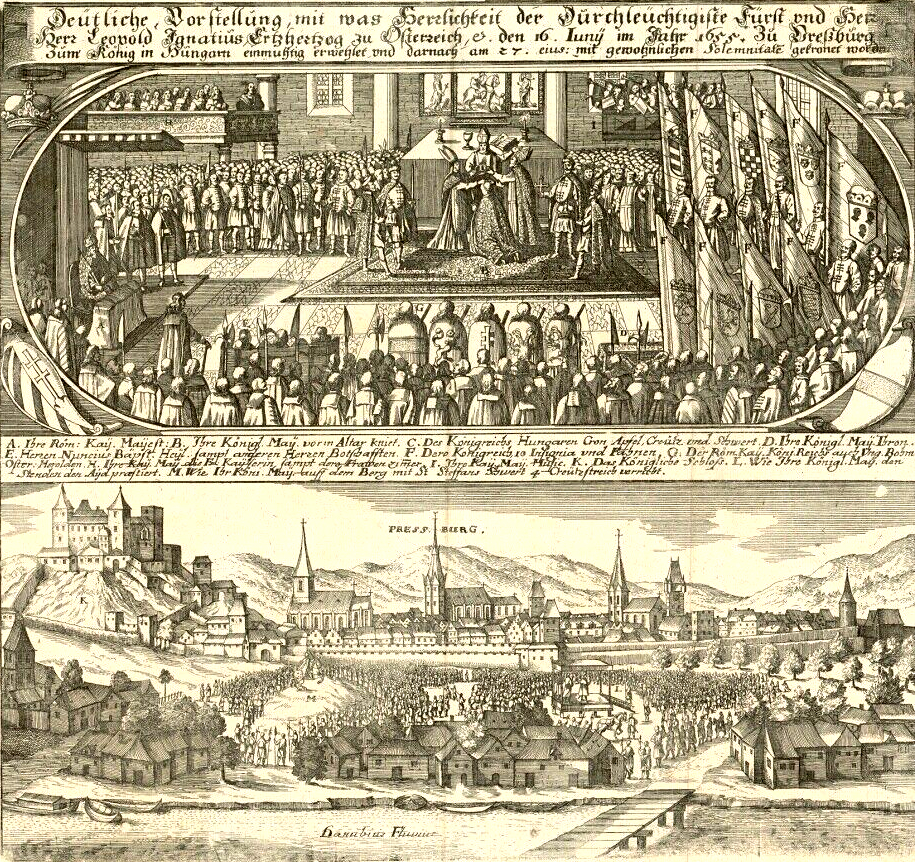
Lipót magyar királlyá koronázása. Pozsony, 1655

Akárcsak vetélytársa, XIV. Lajos francia király esetében, Lipót esetében is fontos szerepet kapott az uralkodói reprezentáció: számtalan rézmetszet, emlékérme, képes nyomtatmány, pamflet és röpirat dicsőítette őt. A kultúra központja a bécsi császári-királyi-főhercegi udvar lett, ahol egymást érték a fényes ünnepségek. Lipót uralkodása idején jelent meg a barokk stílus, melynek eszmei háttere a sok támadást és kritikát átélt katolikus egyház megújulása volt.
Sokatmondó, hogy a Nagy Lajossal való rivalizálás jegyében a Habsburg monarcha felvette a Nagy Lipót nevet, emellett francia ellenfeléhez hasonlóan szintén Napkirályként mutatkozott. Hozzá kell tenni, hogy Lipót a francia királynál szerényebb udvartartással rendelkezett. Az udvari művészek Lipót személyében a császári hatalom presztízsének feltámadását ünnepelték. A történészek úgy látják, hogy Lipót volt az első Habsburg uralkodó, akinek médiastratégiája volt és tudatosan ügyelt az imázsára.
Lipót kommunikációjában nagy szerepet játszottak a nyomtatott röplapok és hetilapok – a bécsi udvar így igen gyorsan tudott reagálni a franciák és a protestáns fejedelmek császárellenes propagandájára. A Habsburgoknak ugyanis korábban „rossz volt a sajtójuk”, mint a katolikus spanyolok állítólagos vérszomjáról szóló „fekete legenda” is mutatja.

## Magyarországi politikája

### Első kísérlete az abszolutizmus bevezetésére
A magyarországi rendek a 17. század első felében mindvégig ellensúlyozni tudták a Habsburgok központosító törekvéseit, ugyanakkor az oszmán fenyegetés miatt a dinasztiával való együttműködésben voltak érdekeltek. A rendek érdekérvényesítő képességét mi sem mutatta jobban, mint az 1604–1606-os Bocskai-felkelés, illetve Rudolf császár és király 1608-as erőszakos lemondatása. A Habsburg Birodalmat sebezhetővé tette, hogy a rendektől függött az adómegajánlás (miközben a bécsi kincstár a 16–17. század fordulóján évente több millió rajnai forint adósságot halmozott fel). A harmincéves háború következtében azonban az osztrák tartományokban és a cseh korona országaiban megszűnt vagy háttérbe szorult a rendiség, így a dinasztia pozíciói megerősödtek. Az 1660-as években ellenben a közgondolkodásban „cseh lábra állítás”-ként szereplő abszolutizmus kiépítése kevés nehézségbe ütközött: sem a kivérzett Erdélyi Fejedelemség, sem a rosszul fizetett végvári katonaság nem volt akadálya annak.
1664 után az országban több ezer külföldi katona maradt, Lipót tanácsosai, Lobkowitz és Kollonich a Habsburg országok központosítását szorgalmazták. Előbb Wesselényi Ferenc nádor, majd Nádasdy Ferenc országbíró vezetésével szervezkedett a magyar főnemesség a bécsi udvar ellen (1664–1671). A titkos szövetség vezetőinek kivégzése (1671) után Magyarországon a rendi berendezkedést az abszolutizmus rendszere váltotta fel. Mivel az abszolutizmus megvalósítása ellentétben állott a Magyar Királyság íratlan alkotmányával, Lipót jogászai kidolgozták a jogeljátszás elméletét (Verwirkungstheorie): eszerint a magyarok törvényes uralkodójukkal szemben léptek fel, így a rendi jogok figyelmen kívül hagyhatóak.

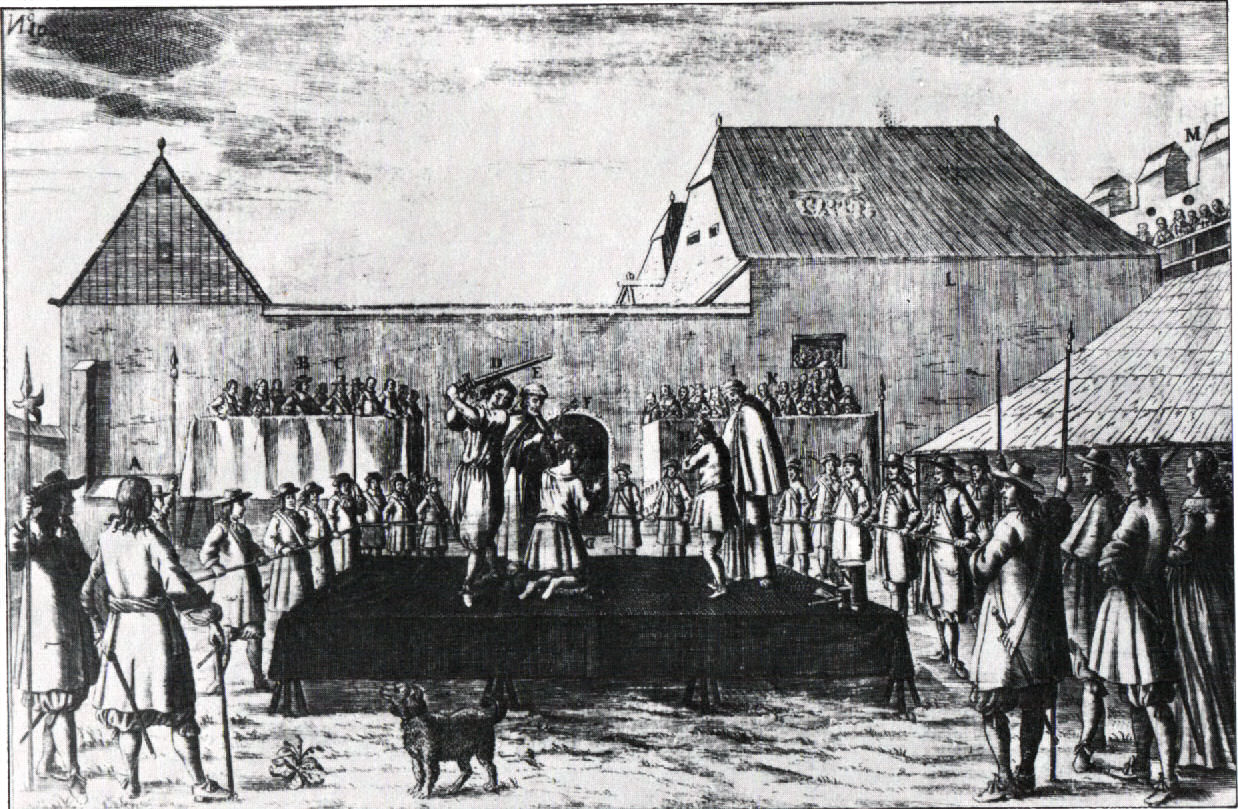
Zrínyi és Frangepán kivégzése Bécsújhelyen

Lipót 1671. december 11-én kelt uralkodói pátense 11 ezer végvári katona közül elbocsátott hétezret, helyükbe reguláris császári ezredeket hozott.
Lipót a nádori tisztség eltörlésével 1673. február 27-én Ampringen János Gáspárt nevezte ki teljhatalmú főkormányzónak. Az új kormányzat fellépett a protestánsokkal szemben: 300 lelkészt és tanítót törvényszék elé állítottak Pozsonyban (többeket gályarabságra ítéltek).
Az Erdélybe és a hódoltsági területekre húzódó, az abszolutizmussal és az ellenreformációval szemben álló bujdosók 1672-től kezdve több katonai akciót indítottak Felső-Magyarországon és a Felső-Tisza vidékén. A kurucoknak hívott felkelők 1673-ban Wesselényi Pált, 1680-ban Thököly Imrét választották vezetőjüknek. Thököly 1680-82-es győzelmei mellett külpolitikai szempontok is a megegyezés felé terelték Lipótot. Haderejét 1673 óta a holland–francia háború foglalta le. Lengyelországban 1674-ben a francia orientációjú Sobieski János lett a király, a franciák rajta keresztül támogatták a Habsburg-ellenes magyar mozgalmat. További problémát jelentett Bécs számára, hogy a kurucok oldalán feltűnt a váradi pasa török katonasága.
1681. április 28-án I. Lipót által összehívott országgyűlés kezdődött Sopronban. A soproni országgyűlés döntéseinek ratifikálása véget vetett az évtizedes abszolutista kormányzásnak. Az országgyűlésen megválasztották Esterházy Pált nádornak, helyreállítva az 1667 óta betöltetlen nádori hivatalt, Lipót pedig jóváhagyta. Korlátozott mértékben (megyénként két artikuláris helyen) engedélyezték a protestáns vallás gyakorlását. Júniusban a frissen megválasztott Esterházy Pál nádortól meghívás érkezett a kurucok részére az országgyűlésen való részvételre. Ők azonban arra hivatkozva, hogy az összegyűlt képviselők nem első helyen tárgyalják a protestánsok ügyét, elutasították a részvételt.
Thököly a soproni országgyűlés ellenére folytatta a harcot, 1682-ben elfoglalta Kassát és Füleket, létrehozva a Felső-Magyarországi Fejedelemséget (1682–1685). Így rövid ideig Magyarország négy részből állt.

### Magyarországi és erdélyi politikája 1683 után

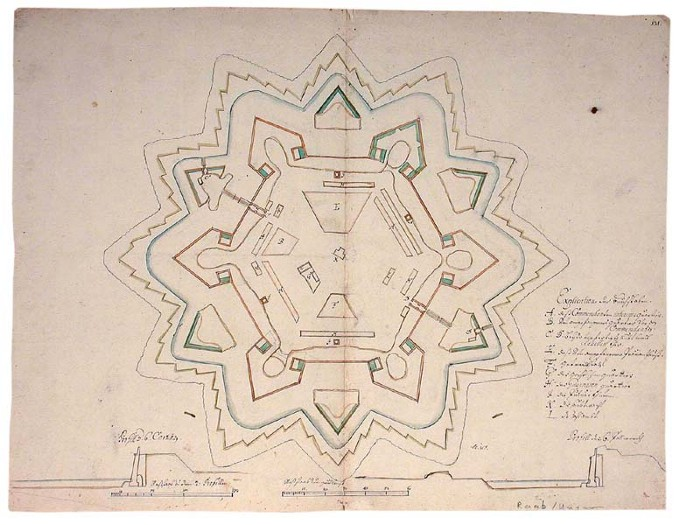
Lipótvár alaprajza. Az 1665 és 1669 között épült erődítmény I. Lipótról kapta a nevét

A karlócai béke értelmében a Magyar Királyság egész területe – a Temesköz kivételével – felszabadult a török uralom alól. A Habsburg hadak előrenyomulása és magyarországi jelenlétük átrendezte a magyar rendek és a bécsi udvar közötti erőviszonyokat.
Lipót 1687-ben a magyar nemesség felé tett gesztusként közkegyelmet hirdetett. 1687 novemberében a pozsonyi rendi országgyűlés elfogadta a Habsburg-ház fiági örökösödésének törvényét és lemondott az ellenállási jogról. Az országgyűlés által hozott törvényeket a király 1688. január 25-én szentesítette. Azért küzdött teljes erejével a bécsi udvar a trónöröklés rendjének rögzítéséért, mert félő volt, hogy a magyar rendek nem azt a Habsburgot választják meg magyar királynak, mint akit a birodalom többi koronaországában (erre a történelemben sohasem került sor). A heves viták közt meghozott döntést leghatározottabban Draskovits Miklós országbíró ellenezte. Lipót király hátralévő életében nem hívott többé össze országgyűlést, ez visszatérést jelentett az 1671–81 közötti abszolutizmushoz.
A parasztságot elsősorban a háború szenvedései és a Magyarországon tartózkodó hatalmas hadak ellátásának terhei fordították a Habsburg uralom ellen: 1697-ben Tokajban parasztfelkelés robbant ki, amit a császári és vármegyei csapatok levertek. Azonban az udvar és a magyar nemesség viszonya is megromlott, mivel a törököktől visszaszerzett területeken csak azok kapták vissza birtokaikat, akik igazolni tudták jogosultságukat valamilyen dokumentummal és képesek voltak megfizetni a birtok értékének 10%-át (fegyverváltság – ius armorum) az átvételért cserébe. Amennyiben ez nem sikerült, az udvar hitelezői és szállítói kapták meg a birtokokat. Az ügyeket intéző Újszerzeményi Bizottság (Neoacquistica Comissio) rendkívül népszerűtlenné vált a nemesség körében.
Az ország déli területén katonai határőrvidéket szerveztek, mely közigazgatásilag a bécsi Udvari Haditanács (Hofkriegsrat) alá tartozott. E vidékre szerbeket és horvátokat telepítettek az Oszmán Birodalom elleni védvonalként és Magyarország dél felől való sakkban tartására. Ugyanakkor a végvári katonaságot feloszlatták, illetve megkezdték ezredekbe szervezésüket.
Az erdélyi viszonyokat évek alatt, több szakaszban rendezték. 1687 őszén Lotharingiai Károly bevonult Erdélybe, mire Apafi aláírta a balázsfalvi szerződést, melyben vállalta a császári csapatok ellátását és 700 ezer rajnai forint kifizetését. Az erdélyi rendek gyűlése 1688. május 9-én elfogadta a fogarasi nyilatkozatot, melyben Erdély elszakadt a Portától és I. Lipót uralma alá helyezkedett. Miután az árnyékfejedelemmé vált Apafi Mihály 1690-ben meghalt, Thököly utolsó hadjárata pedig kudarccal végződött, 1690. október 16-án Lipót kiadta a Diploma Leopoldinumot, mely az erdélyi rendekkel való egyeztetés nyomán rendezte a fejedelemség státuszát. Az elhunyt fejedelem fia és örököse, II. Apafi Mihály – Lipót kegyelméből – 1697-ig viselhette a fejedelmi címet; Erdély a Habsburg császári koronának alávetett tartománnyá vált, amelyet az abszolutizmus szellemében, Bécsből kormányoztak.
Az udvarhű Kollonich Lipót esztergomi érsek vezette bizottság 500 oldalas tervezetet készített Einrichtungswerk des Königreichs Hungarn (A Magyar Királyság berendezkedéséről) címmel, hogy eldöntse a Magyar Királyság jövőbeli sorsát. Az udvari párt vezetői, Széchényi Pál kalocsai érsek és Esterházy Pál nádor szintén tárgyalásokat folytattak az udvarral Magyarország jövőjéről. Esterházy 1688-ban maga is kidolgozott egy tervezetet (Magyar Einrichtungswerk). „Mi haszna lesz annak, ha Fölséged egyedül erdők és elhagyott hegyek fölött fog uralkodni?” – teszi fel a kérdést a nádor a török háború borzalmas pusztításaira célozva.
A Kollonich-féle emlékirat indította el a németek első betelepítési hullámát, Dél- és Délnyugat-Németországból. A telepítést az Udvari Kamara és a nagybirtokosok végezték (1693: a Fekete-erdőtől délre eső területekről származó sváb telepesek érkeztek Pilisvörösvárra; 1694: az Esztergom melletti Dorogra Svábföldről jönnek az első telepesek; 1700: Grassalkovich földbirtokos Elzászból hív telepeseket a Dorog melletti Csolnokra).
A németek betelepítésénél nagyobb tömegeket érintett a szerbek török elöli menekülése, Magyarországra költözése, azaz „nagy vándorlása.” Ennek során Lipót, majd az őt követő Habsburg uralkodók (I. József; III. Károly) által adott, megerősített és kibővített kiváltságok körülírták a Magyarországra érkezett, letelepedett és berendezkedett szerbek egyházi és az azzal szorosan összefüggő világi jogait. Vándorlásuk és letelepedésük azonban (a közhiedelemmel ellentétben) nem csupán az elpusztult vidékeket érintette, hanem magyarlakta területeket is, hozzájárulva a visszafoglaló háborúk által sújtott lakosság szenvedéseihez.
Hasonló horderejű, hogy Lipót döntően megváltoztatta az arisztokrácia összetételét, tömegesen honfiúsítva és magyarországi birtokokhoz juttatva párthíveit. (Létezett emellett az 1687. évi XXVI. törvénycikk a külföldiek befogadásáról, akik miután befizették az ezer vert aranyat a nádorispánnak és aláírásukkal tanúsították az eskütételt, a magyar udvari kancelláriától királyi oklevelet kaptak.)

## Birodalmi politikája

A Német-római Birodalom 1648-ban

A vesztfáliai békerendszer értelmében a birodalom fejedelmei önálló külpolitikát folytathattak (ius foederationis), így a Német-római Birodalom csupán több száz független állam halmaza maradt. A császár külpolitikai döntéseit és a törvényhozást viszont a birodalmi gyűlés jóváhagyásához kötötték, ahol a több mint kétszáz állandó tagnak egyhangúlag kellett volna döntenie, így a birodalmi gyűlés döntéshozatala körülményessé vált.
Lipótnak egyszerre kellett szembenéznie Franciaország katonai fenyegetésével a Rajna mellett és a francia politika birodalmi térnyerésével. Az 1657. április 2-ét követő, egy évnél hosszabb interregnum idején felvetődött, hogy XIV. Lajos legyen a német-római császár, ám a bécsi diplomácia keresztülhúzta ezt a francia törekvést. Mazarin bíboros a francia érdekek támogatására 1658-ban létrehozta a Rajnai Szövetséget, más néven Rajnai Ligát, melybe 50 rajnai herceg és a Mainzi Érsekség lépett be. A terjeszkedő Franciaországgal szemben Lipót politikáját a defenzíva jellemezte.
Lipót 1692-ben választófejedelmi (Kurfürst) rangot adományozott Hannover hercegének, majd 1701-ben a brandenburgi választófejedelmet porosz királyként ismerte el. Poroszország nem lett királyság, de III. Frigyes brandenburgi választófejedelem felvehette a „király Poroszországban” címet, és Lipót azt is kikötötte, hogy saját magát kell megkoronáznia, azaz nem vehet igénybe egyházi közreműködést. Lipót nem tudhatta, hogy annak a Poroszországnak az egységesülését és megerősödését segíti elő, mely a 18. században a dunai Habsburg Birodalom legfőbb riválisává vált. Lipót rövid távon elszigetelte Franciaországot és birodalmi támogatóit, azonban hosszú távon a császári hatalom még inkább visszaszorult, a német fejedelemségek gyakorlatilag önálló államokká váltak. Nem sokkal halála előtt azt is meg kellett élnie, hogy korábbi szövetsége, a katolikus Bajorország francia szövetségben fosztogatja az örökös tartományokat.

### Adminisztratív változások
I. Lipót uralkodása alatt lényeges változások történtek a Birodalom berendezkedésében. Az 1663-ban megnyílt birodalmi gyűlés állandó testületté vált, mely Regensburgban ülésezett, és később „állandó birodalmi gyűlés” néven vált ismertté (Immerwährender Reichstag). A birodalmi gyűlés fontos szerepet játszott abban, hogy Lipót konszolidálni tudta hatalmát.

## Háborúi

I. Lipót

### Az északi háború és az erdélyi harcok
A harmincéves háború következményeként Franciaország megszerezte a nagyhatalmi státust és harcba indult az európai hegemóniáért, a Habsburgok mindkét ágának érdekeit fenyegetve. A franciák a velük szövetségben álló Svédországot arra biztatták, hogy Közép-Európa felé terjeszkedjen.
Az északi háború kirobbanása, a Lengyel–Litván Uniót elfoglaló svéd támadás politikai és gazdasági szempontból is érzékenyen érintette a Habsburgokat. A velük rokonságban álló II. János Kázmér 1655-ben Sziléziába menekült, majd Magyarország érintésével tért haza Lengyelországba. II. Rákóczi György erdélyi fejedelem svéd szövetsége, majd 1657 januárjában kezdődő lengyelországi hadjárata Bécsben ellenzésre talált. III. Ferdinánd közvetlenül nem avatkozott be a harcokba, azonban 1657. április 2-i halála után Lipót aktívabban lépett fel, osztrák és magyar egységeket küldve II. János Kázmér támogatására.
Bár az északi háborúban a lengyel uralkodó győzött, a Magyar Királyságban elsődleges problémaként merült fel a török–erdélyi háború, mellyel párhuzamosan polgárháború zajlott II. Rákóczi György és a török orientációjú erdélyiek között. Rákóczi magától Lipóttól is segítséget kért. A török elleni háborút tervező magyarországi főurak egy csoportja, mindenekelőtt Nádasdy Ferenc országbíró és Zrínyi Miklós horvát bán jelentős diplomáciai offenzívát fejtett ki a Német-Római Császárságban, hogy elősegítsék Lipót császárrá választását. Zrínyi és Nádasdy elérték, hogy a Rajnai Szövetséget vezető János Fülöp érsek a császárválasztáson Lipótra adja voksát, azzal a feltétellel, hogy az megsegíti Erdélyt. Az Erdélybe betörő Köprülü Mehmed eközben rengeteg várat elfoglalt és Rákóczi csatát vesztett Szászfenesnél. Mihelyst Lipótot német-római császárrá választották, birodalmi és magyarországi támogatóit meglepve kijelentette a Porta előtt, hogy nem akar beavatkozni a háborúba.
Várad eleste (1660) után Lipót Kemény Jánost támogatva egy kisebb gyalogsági erőt küldött Erdélybe, ami azonban a hatalmas török–tatár sereg ellen kevésnek bizonyult. Valójában sem a Porta, sem Bécs nem akarta a háborút. 1661 májusában a két hatalom olyan megállapodást kötött, amelyben többek közt az állt, hogy Zrínyiújvárat lerombolják és Lipót nem támogatja Keményt. Komárom alól elindult ugyan egy Montecuccoli vezette 15 ezer fős császári sereg élén, mely Felső-Magyarországon keresztül Erdélybe érkezett, de Apafi Mihály hatalomra jutását követően a generális egy titkos utasítás értelmében kivonult Erdélyből.

### 1663–64-es Habsburg–török háború

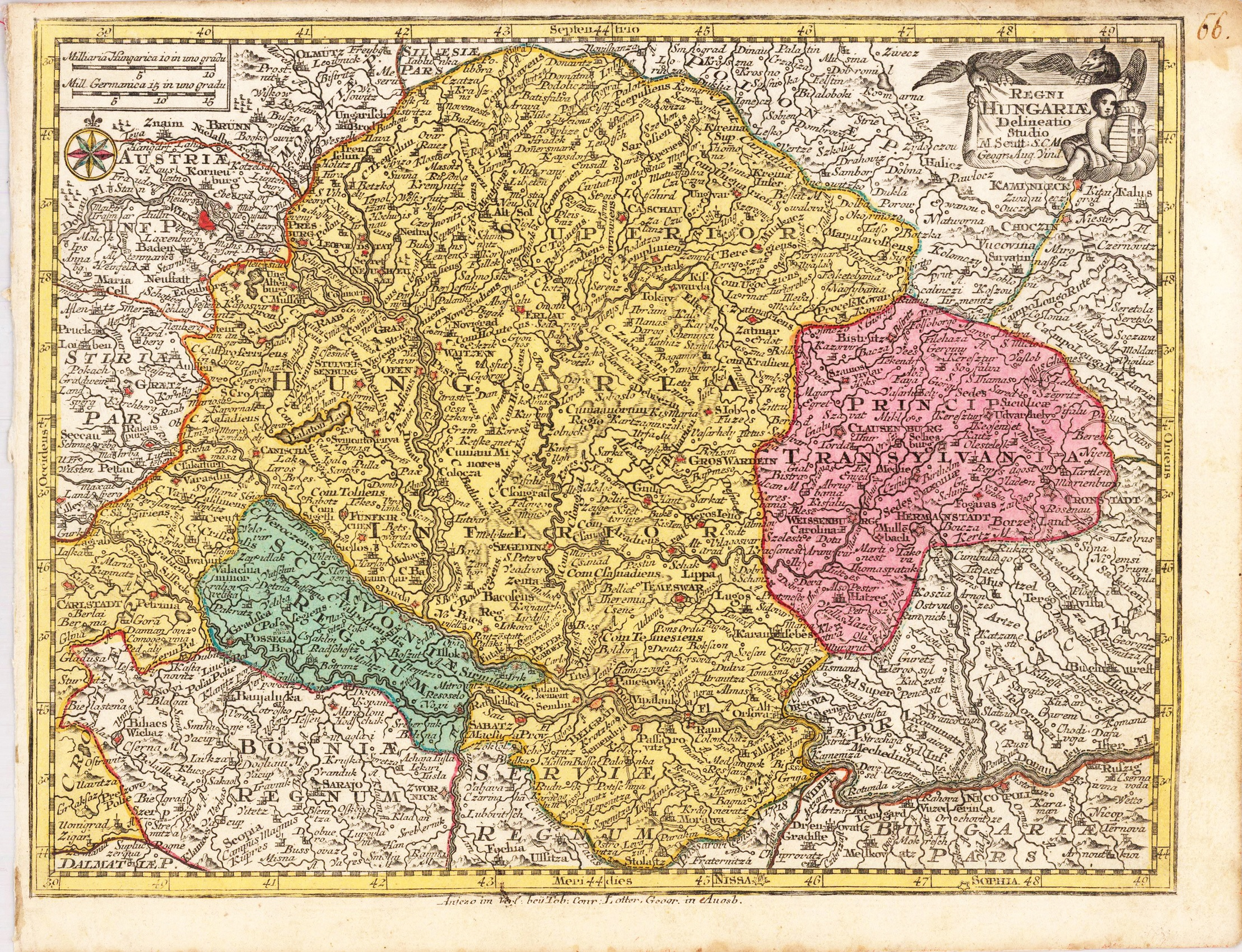
A magyar állam jogfolytonosságát jelző térkép a török korban (készült Augsburgban, 1656–60 között). A magyar elit a török hódoltságot ideiglenesnek tartotta, annak felszámolását sürgette.

Bár Lipót kormányzata mindenáron kerülni akarta a háborút, de mivel 1662-ben nem kötötte meg a békét a Portával, így Isztambul rá egy évre hadat üzent. Köprülü Ahmed nagyvezír északnyugat felé terjeszkedett, 1663-ban elfoglalta Érsekújvárt. Csapatai betörtek Morvaországba is. Az oszmán támadás hatására Magyarország-szerte pánik tört ki. A török fenyegetés miatt a Szent Korona sem volt biztonságban, ezért átmenetileg Bécsbe menekítették.
Zrínyi Miklós horvát bán látványos sikereket ért el az 1664. évi hadjáratokban, azonban utánpótlási nehézségek miatt nem tudta a sikereit kiaknázni. Már az egész háború sikere forgott kockán, és Zrínyiújvár június 30-i eleste miatt Zrínyi felháborodottan távozott a frontról. A bán a vereséget Raimondo Montecuccolinak, az osztrák hadsereg főparancsnokának tulajdonította. Az erejét alaposan túlértékelő török sereg a Rába folyó irányában vonult Vas vármegyébe, hogy a folyót átlépve elfoglalja a császárvárost. A Szentgotthárdnál álló, többnemzetiségű keresztény erők 1596 óta először nyílt összecsapásba bocsátkoztak a török fősereggel, mely győzelemmel zárult. Az ezt követően aláírt vasvári béke alapvetően a szentgotthárdi csatával kialakuló status quo 20 évre szóló fenntartását irányozta elő, mert a Habsburgok és az oszmánok egyaránt fontosabbnak látták erőforrásait az egyéb frontokon folytatott konfliktusok céljára átcsoportosítani.
Szeptember 27-én óriási megdöbbenés és felháborodás fogadta a vasvári béke bejelentését, ugyan az udvar megpróbálta mentegetni magát, hogy „keservesen” és „szomorúan” ment bele. A franciák szerint ezzel a szégyenletes békével Lipót megtagadta a keresztény szolidaritást. A vármegyék is erélyesen tiltakoztak, gyalázatosnak, helytelennek és teljességgel törvénytelennek tartva azt. A békeszerződés nemcsak a status quót állította vissza, hanem meghagyta Mehmed szultánnak azokat az 1660–64 között szerzett területeket, amelyek visszaszerzésére a magyar rendek annyira törekedtek (köztük Váradot is). Mindez teljesen kiábrándította Zrínyit az udvarba vetett hitéből, és Habsburg-ellenes szervezkedésbe kezdett.

### Francia háborúk

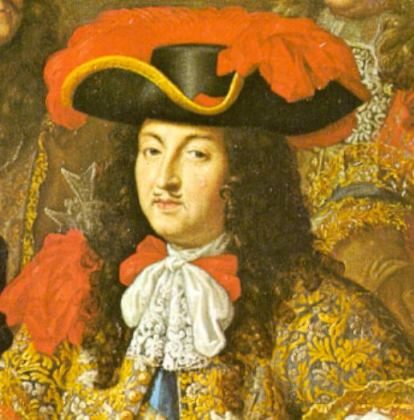
XIV. Lajos 1667 körül

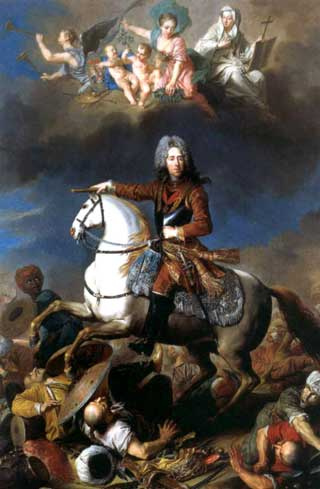
Savoyai Jenő, az egyik legjelesebb császári hadvezér

Lipót az európai főhatalom megszerzéséért folyó vetélkedésben három háborúban szállt szembe XIV. Lajos francia király törekvéseivel. I. Lipót uralkodása idején több nemzetközi szövetséget hozott létre XIV. Lajos ellen, bár külpolitikájában eleinte Auersperg és Lobkowitz herceg franciabarát orientációja érvényesült.
A Bourbon–Habsburg összecsapást egy ideig késleltette, hogy Lipót 1668-ban titkos szerződést írt alá a francia uralkodóval a spanyol örökség jövőbeli felosztásáról.
Azonban az erőszakos francia terjeszkedés arra kényszerítette Lipótot, hogy az 1672–1679-ben zajló francia–holland háborúban fellépjen Franciaország ellen a Német-római Birodalom fejeként, Spanyolországgal, Brandenburggal és a franciáktól fenyegetett Tizenhét Tartománnyal szövetségben. Lajos Turenne marsallt a Rajna mellé, Vesztfáliába, Condé hercegét Elzászba küldte, a felvonuló császári haderő megállítására és a német–holland csapatok egyesülésének megakadályozására. 1674 nyarán a Német-római Birodalom birodalmi háborút (Reichskreig) hirdetett Franciaország ellen. A francia vezérkar összefüggő frontot nyitott Hollandiától végig a Rajna mentén a Pfalzon át Elzászig. A Montecuccoli vezette császári haderő azonban mindenütt megakadályozta további előnyomulásukat.
Még 1674 végén a császári haderőnek és lotaringiai szövetségesének sikerült benyomulnia Elzászba, ahonnan hamarosan kiszorultak. A Rajna-vidéken a háború az egymást kerülgető hadseregek végtelen harcává vált, a területek többször is gazdát cseréltek. 1675. július 28-án Badeni Őrgrófság területén, a pusztító sasbachi csatában a franciák megütköztek Montecuccoli hadaival, a küzdelem során Turenne marsall egy ágyúgolyótól eltalálva elesett.
A Rajna mellett 1678 júliusában Créquy marsall a svájci Rheinfeldennél vereséget mért a császári és brandenburgi erőkre. Starhemberg altábornagy csak nagy veszteségek árán, és a Rajna-híd lerombolásával tudta megakadályozni a francia betörést német területre. Ezzel XIV. Lajos olyan előnyös helyzetbe került, hogy szinte maga diktálhatta a békefeltételeket. A háború a császár és Brandenburg számára hátrányos nijmegeni (nymwegeni) békeszerződéssel végződött. XIV. Lajos megtarthatta hódításait, kivéve Spanyol Németalföldet, amelyet Lipót önmaga számára biztosított (utódai e tartományt a spanyol örökösödési háborúban meg is szerezték).
Az ún. „újraegyesítési háború” (1683–1684) során XIV. Lajos kiterjesztette és biztosította országa északi és keleti határait. 1684-ben, amikor megkezdődött a Szent Liga háborúja (1684–1699), XIV. Lajos nem akart csapatokat küldeni szövetségese, az Oszmán Birodalom ellen, de a pápa kívánságára a regensburgi szerződésben 20 éves fegyvernyugvást kötött a Habsburgokkal. A Pfalzi Választófejedelemség megvédelmezésére I. Lipót, II. Károly spanyol király és II. Viktor Amadé savoyai herceg már 1686-ban létrehozta az augsburgi ligát. A franciaellenes katonai koalícióhoz csatlakoztak más olyan uralkodók is, akik érdekeit sértette Franciaország terjeszkedése.
1688-ban a Szent Liga háborúja már a történelmi Magyarország déli területein zajlott. Szeptember elején II. Miksa Emánuel bajor választófejedelem elfoglalta Nándorfehérvárt, Szendrőt és Galambócot. XIV. Lajost aggasztotta a császári hadak gyors térnyerése. Felmondta az 1684-es fegyverszüneti szerződést, csapataival még szeptemberben bevonult a Pfalzi Választófejedelemségbe, megszállva a Rajnától nyugatra fekvő német területeket. A hadjáratot jól időzítette, hisz a Habsburg Birodalom erejének nagy részét a magyarországi hadszíntér kötötte le.
A francia támadás hírére Lipót másodszorra hirdetett birodalmi háborút a franciák ellen. 1689-ben Anglia, Savoya és a Holland Egyesült Tartományok csatlakoztak a Habsburgok által vezetett augsburgi ligához, ezzel megalakult a „Nagy Szövetség” (Große Allianz, Grand Alliance). A császár és a német fejedelmek 1689-re mintegy 100 000 főnyi haderőt vonultattak fel a Rajnához. Három hadtestet alakítottak III. Frigyes brandenburgi választófejedelem, Lotaringiai Károly herceg, és II. Miksa Emánuel bajor választófejedelem parancsnoksága alatt. Feladatuk Mainz visszafoglalása, a Svábföld és Baden megvédelmezése volt. A franciák a felperzselt föld taktikáját alkalmazták az útjukba eső pfalzi és badeni városokat kirabolták és felégették. Lotaringiai Károly már május 30-án Mainzba indult, június 1-jén megtámadta és lerombolta a Rajna jobb (keleti) partján létesített francia hídfőállást (Mainz–Kastel). Mainz francia védőserege szeptember 8-án kapitulált.
A német államok területén folyó hadjáratban nyílt harctéri ütközetre nem került sor. A francia csapatok arra törekedtek, hogy célzott pusztításokkal támadásra bírják ellenfeleiket. A török fronton lekötött birodalmi haderő csak arra szorítkozhatott, hogy meggátolja a franciák mélyebb előrenyomulását Svábföld és Frankföld felé, támadó jellegű hadműveletet csak a Rajna bal partján hajtott végre.
A pfalzi örökösödési háborút 1697-ben a rijswijki (ryswicki) béke zárta le. Elzász megszerzése ellenére XIV. Lajos elégedetlen volt, eredeti területi követeléseinek nem tudott érvényt szerezni. Hamarosan, 1700 novemberében a Habsburg-házból való II. Károly spanyol király (1661–1700) örökös nélkül elhunyt, és a spanyol trón öröklése fölött ismét összeütköztek Lipót és Lajos érdekei.
1701-ben kezdetét vette spanyol örökösödési háború. Lipót újabb jelentős nemzetközi szövetséghez csatlakozott, hogy második fia, a későbbi III. (VI.) Károly számára megszerezze Spanyolország trónját, amelyet XIV. Lajos francia király a saját unokájának, Anjou Fülöp hercegnek akart biztosítani. Savoyai Jenő császári hadvezér Itáliába tört be, harcok kezdődtek a Rajna mentén is. A hadiszerencse kezdetben a franciáknak kedvezett. Tovább növelte előnyüket az, hogy Habsburgok hátában, a Magyar Királyságban kitört II. Rákóczi Ferenc felkelése is, melyet XIV. Lajos király pénzzel is támogatott. A többfrontos háború javában folyt, amikor Lipót elhunyt, de még megérte Jenő herceg és Marlborough herceg franciák feletti höchstädti győzelmét.

### A török elleni visszafoglaló háború

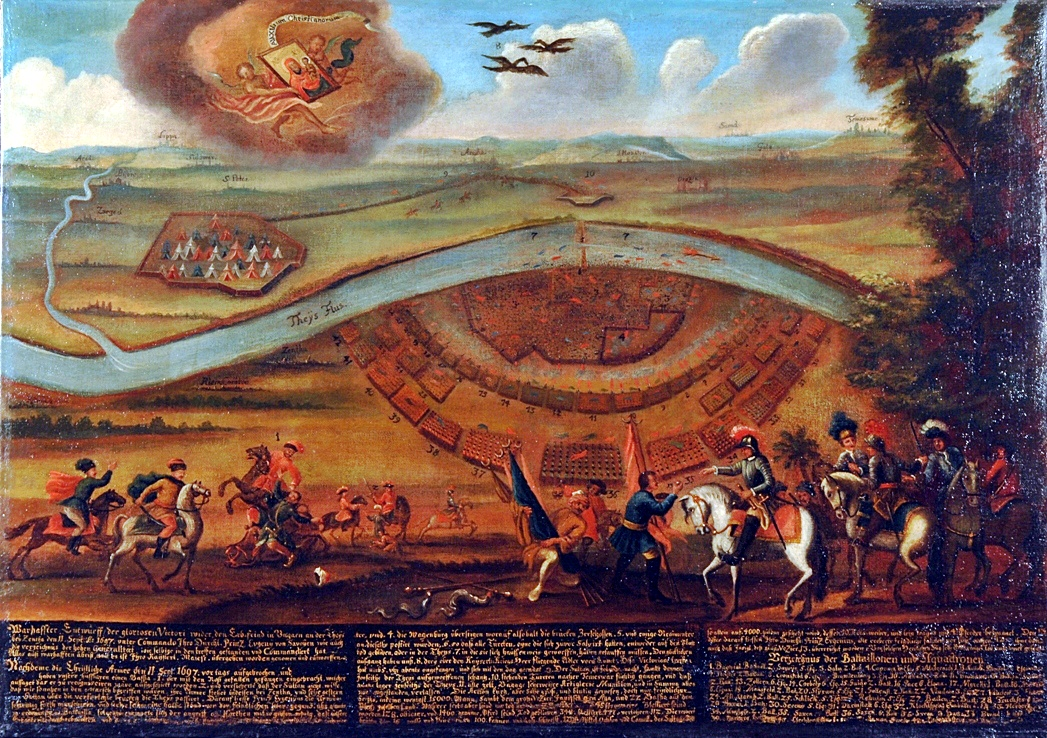
A zentai csata 1697-ben és a máriapócsi kegykép (Pötscher Madonna). I. Lipót a településnek küldött bullájában a zentai győzelmet Szűz Mária közbenjárásának tulajdonította.

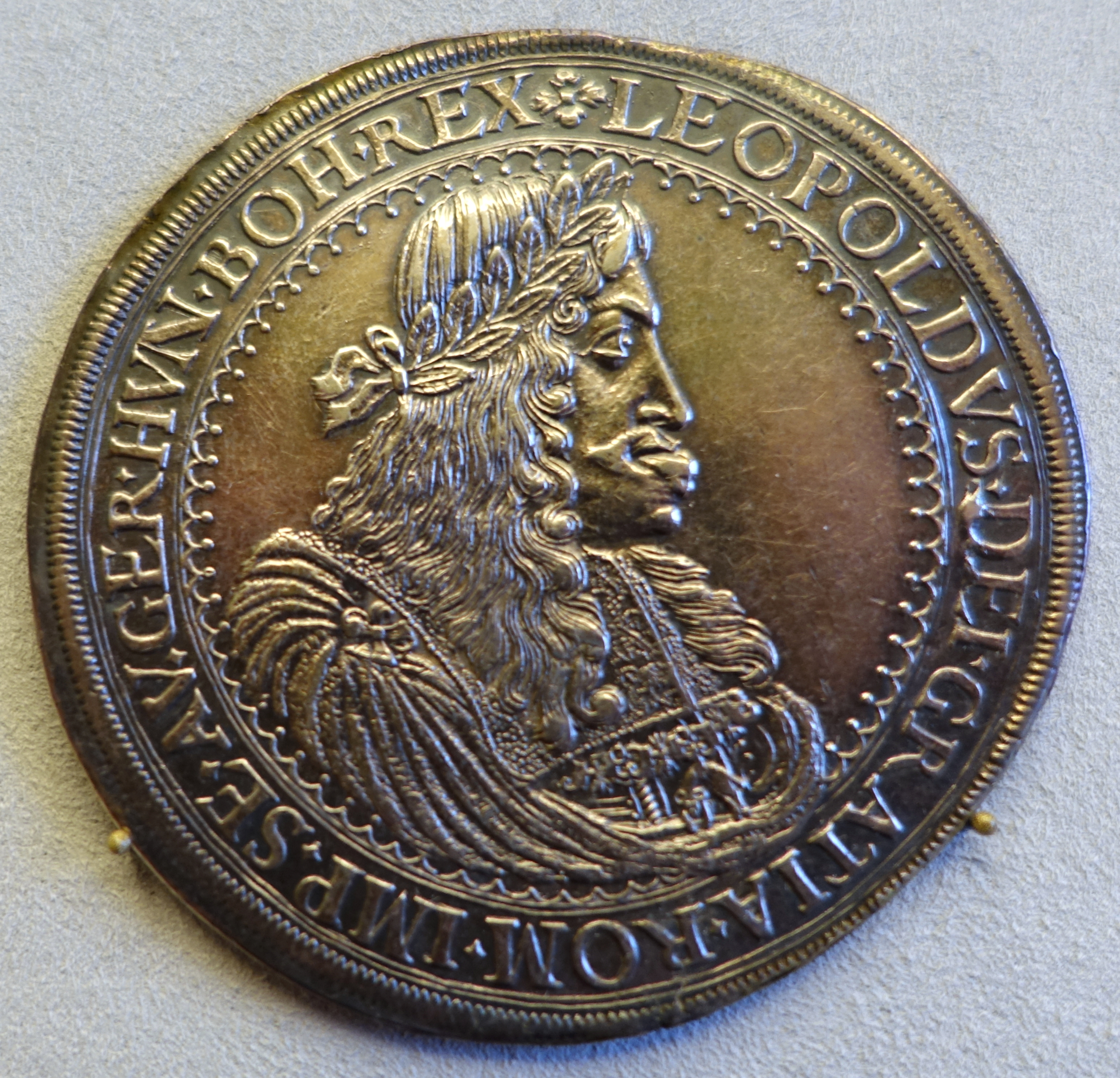
I. Lipót tallérja

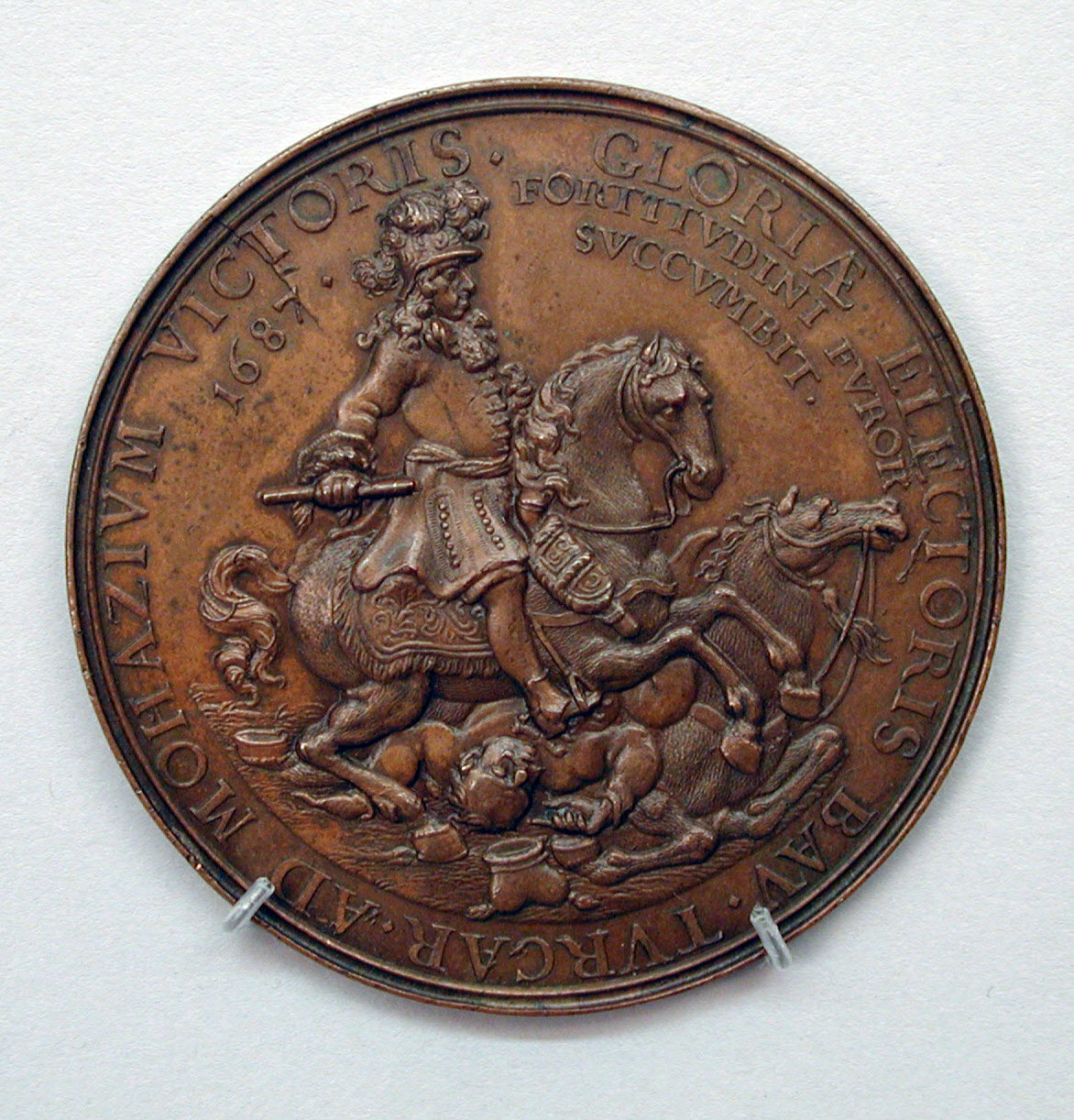
1867. A nagyharsányi csata emlékére

Kara Musztafa, az új török fővezér 1683-as hadjáratával végveszéllyel fenyegette a Habsburgokat. Az oszmánok a lerohant osztrák területeken kegyetlen vérfürdőket rendeztek. Lipót Linzbe, majd Passauba menekült, Bécset pedig a hatalmas török–tatár–román sereg ostrom alá vette. De a városi polgárok ellenállása és a felmentésre siető lengyel és német csapatok hősiessége következtében a török 1683. szeptember 12-én kudarcot vallott. Bécs felszabadítását a császári haderő újabb győzelemsorozata követte.
A keresztény seregek 1683-ban Párkánynál és Esztergomnál is legyőzték a törököket. Lotaringiai Károly csapatai átmenetileg Pestet is elfoglalták. Ekkora már a magyarok, köztük Thököly katonái is nagy számban tódultak Lipót zászlajai alá, aki 1684 januárjában a törökpárti magyaroknak amnesztiát adott.
1684-ben XI. Ince pápa nagy diplomáciai erőfeszítések árán létrehozta a Szent Ligát (Liga Sacra), amelynek célja az európai török uralom felszámolása volt. Lipót ugyanis egyedül, csupán örökös tartományai erejére támaszkodva gyengének érezte magát a küzdelem folytatására. A szövetséghez csatlakozott a Habsburg Birodalom, Velence, a Lengyel–Litván Unió, Bajorország, Oroszország, Brandenburg, Szászország és titokban az Erdélyi Fejedelemség is.
1685-ben Lotaringiai Károly seregei elfoglalták Érsekújvárt, majd Thököly várait. 1686. június 18. és szeptember 2. között Lotaringiai Károly és II. Miksa Emánuel vezetésével ostrommal elfoglalták Budát. 1687. augusztus 12-én Badeni Lajos őrgróf a második mohácsi csatának nevezett nagyharsányi csatában legyőzte a törököket, majd 1688-ban elfoglalta Nándorfehérvárt (Belgrádot) és Észak-Szerbiát. Lotaringiai Károly eközben 1687 őszén Erdélyt foglalja vissza. Az I. Apafi Mihály vezette Erdélyi Fejedelemség nem tudott önálló hadsereget felmutatni. 1687-ben így megkötötték a balázsfalvi szerződést, melynek értelmében Apafi Mihály haláláig fejedelem maradhat, de utána Lipótra száll a terület.
1688-ban XIV. Lajos király – megriadva a Habsburgok túlzott térnyerésétől – felrúgta az 1684-ben 20 évre megkötött fegyverszüneti egyezményt, és offenzívát indított a Rajnánál. Kitört a pfalzi örökösödési háború (1688–1697). A kétfrontos háborúra kényszerített Habsburg császári haderő keleten meggyengült, az oszmánok kerültek fölénybe. Ennek következtében 1690-ben a törökök Köprülü Musztafa nagyvezír vezetésével visszafoglalták Lippát, Törökkanizsát és Nándorfehérvárt is.
Egy évvel később Szalánkeménnél a század legvéresebb csatájában Lajos badeni őrgróf seregei győztek, maga Köprülü Musztafa nagyvezír is elesett.
1691 és 1697 között váltakozó sikerű harcok folytak. A Habsburg-haderő létszámhiánnyal küzdött, legjobb csapatai és hadvezérei a rajnai fronton harcoltak. 1695–1696-ban Lipót I. Frigyes Ágost választófejedelmet nevezte ki fővezérré. A 25 éves, tapasztalatlan fiatalember sorozatosan kudarcot vallott. 1697-től a déli front új fővezére a rajnai frontról visszatért Savoyai Jenő tábornagy lett, aki először leverte a hegyaljai felkelést, leszámolt Thököly híveivel, majd 1697-ben a zentai csatában megsemmisítette a szultáni fősereget és döntő győzelmet aratott a török felett.

## Titulusai

### Címei
Örökös címei:
- Ausztria főhercege
- Habsburg fejedelmi grófja
- Német, magyar és cseh királyi herceg

Magyarország királya mint I. Lipót: 1657. április 2. – 1705. május 5.
- Horvátország, Dalmátország, Szlavonország, Ráma, Szerbország, Galiczia, Lodoméria, Kunország, Bolgárország királya

koronázása: Szent Márton-dóm, Pozsony, 1655. június 27.
Csehország királya mint I. Lipót: 1657. április 2. – 1705. május 5.
koronázása: Szent Vitus-székesegyház, Prága, 1656. szeptember 14.
Ausztria uralkodó főhercege mint VI. Lipót: 1657. április 2. – 1705. május 5.
A Szent Német-római Birodalom császára mint I. Lipót: 1658. augusztus 1. – 1705. május 5.
- Német király: 1658. július 18. – 1705. május 5.

koronázása: Szent Bertalan-dóm, Frankfurt, 1658. augusztus 1.

### Címerei
|                                                |                                                       |                                                       |
| Lipót címre mint a rómaiak királya (1658–1705) | Lipót középcímre mint német-római császár (1658–1705) | Lipót nagycímere mint német-római császár (1658–1705) |

## Megítélése és emlékezete
Lipót magyarországi megítélése annak függvénye volt, hogy az életét és korát értékelő személy a történetírás kurucos vagy labancos vonulatához tartozott-e – előbbi máig tartó hatását mutatja, hogy I. Lipótról ma napig nem készült átfogó  magyar nyelvű életrajz. Napjainkban az újabb történeti kutatások ellenben nagyban árnyalják a róla alkotott képet.
Lipót negatív megítélését mutatja, hogy a Millenniumi emlékmű szoboregyüttesében, ahol eredetileg öt Habsburg uralkodó szobra állt, Lipót nem kapott helyet. Az emlékmű szemlélete kifejezetten anakronisztikus, mivel III. Károly szobrának talapzatán a zentai csata domborműve állt. Vagyis a függetlenségpárti magyar történelemszemléleten belül fontos helyet foglalt el a török kiűzése, de ez önmagában nem javított I. Lipót magyarországi megítélésén.
A magyar emlékezet számon tartotta Antonio Caraffa, Friedrich Cob, Sporck, Spankau vagy Sigbert Heister atrocitásait, melyet a 19. századi történetírás Lipót magyarellenességének tulajdonított. Gyakran felróják neki a török elleni visszafoglaló háború pusztításait, teljes országrészek elnéptelenedését. Azonban a 17. század más konfliktusaiban is jelen van a brutalitás. A császári katonaság viselkedése a kor hadseregeinek finanszírozási és ellátási módszerével, a civil lakosságra óriási terheket hárító „a háború önmagát táplálja” (bellum se ipsum alet) elvével is magyarázható. A korabeli nyugati háborúk alapján úgy tűnhet, hogy egy Lipótnál tehetségesebb uralkodó sem tudta volna elkerülni Magyarország jelentős részeinek pusztulását.
Lipót uralkodását részben más megvilágításba helyezi az európai nagypolitikában való részvétele. A Rajna vidékén támadó franciák mindvégig jelentős túlerőben voltak, mellettük álltak a kor legjobb hadmérnökei és hadelméleti írói, míg a keletről fenyegető oszmán haderő ugyancsak komoly számbeli fölénnyel bírt. Lipót uralkodása alatt ugyanakkor megnőttek a birodalom bevételei, jelentősen bővült a császári sereg létszáma, továbbá a török kiűzése számottevően megnövelte a dinasztia területeit.
Lipót személyének megítélését megnehezíti, hogy gyakran élt a propaganda (erősen idealizáló) eszközével, továbbá egyénisége sem világosan látszik a kor uralkodóideáljához való alkalmazkodása miatt. „Az uralkodó, Lipót császár és király több arculattal jelenik meg. Egyik arca a távolságot tartó uralkodóé. A per ideje alatt láthatatlan és elérhetetlen. Még Nádasdy leveleire sem válaszol. A másik a zenét szerző, érzékeny, az önsanyargatásig vallásos lelkületű uralkodó. A király harmadik arca a megbocsátó, jóságos atyáé. [...] Negyedik arca a nemzeti király. [...] Mindez az abszolút uralkodó megjelenésének kelléktára a korban. A korlátlan, ellenőrzés nélküli hatalmat törvényesítő ideológiai érv Zrínyi és Nádasdy ítéletében egyaránt elhangzik: a színlelés, ha magánember cselekszi, vétek, de ha az uralkodó, akkor erény.”